# Бросаско
Броса̀ско (на италиански: Brossasco; на пиемонтски: Brossasch, Бросаск, на окситански: Brousasc, Брусаск) е село и община в Северна Италия, провинция Кунео, регион Пиемонт. Разположено е на 606 m надморска височина. Населението на общината е 1099 души (към 2010 г.).